# Berzék
Berzék község Borsod-Abaúj-Zemplén vármegyében, a Miskolci járásban.

## Fekvése
Miskolctól kb. 20 kilométerre délkeletre fekszik, a Hernád bal parti oldalán. A két legközelebbi település Bőcs 3 kilométerre és Sajóhídvég hasonló távolságra délre. A legközelebbi városok, Miskolc és Tiszaújváros egyaránt kb. 20 kilométerre vannak.

### Megközelítése
Csak közúton érhető el, Sajóhídvég vagy Bőcs érintésével, a 3607-es úton.

## Nevének eredete
Nevét az egyik feltevés szerint a magyarok ősétől, Bendegúztól kapta. A másik változat szerint a település a Berek nevet viselte egykor, mivel a környék csupa erdőség volt.

## Története
Az Árpád-kori települést az 1208-as Váradi regestrum Bezegu néven említette. A muhi csata idején, a tatár hordák itt állomásoztak. A református templom huszita eredetű, a 18. század közepén épült, gótikus, barokk átalakítással. A zsindelytetős harangláb 1839 óta áll a falu központjában. Mindkettőt 1880–1882 között újították fel.
A község számos nemesi család kezében megfordult, többek között a Fáy, Strumann, Malonyai, Csanády, Drasóczky, és Potoczky családok birtokában is volt.
A Potoczky-ak családi kúriájában található a jelenlegi Polgármesteri Hivatal. A faluban telepedett le Perczel Olivér, akinek nagyapja Perczel Mór, a pákozdi csata vitéz tábornoka volt. A falu az 1950-es megyerendezés előtt Zemplén vármegye Szerencsi járásához tartozott.

## Közélete

### Polgármesterei
- 1990–1994: Jávorszki Imréné (független)[3]
- 1994–1998: Jávorszki Imréné (független)[4]
- 1998–2002: Jávorszki Imréné (független)[5]
- 2002–2006: Jávorszki Imréné (független)[6]
- 2006–2010: Farkas László (független)[7]
- 2010–2014: Farkas László (független)[8]
- 2014–2019: Farkas László (független)[9]
- 2019–2024: Sebő Gábor (független)[10]
- 2024– : Sebő Gábor (független)[1]

## Népesség
A település népességének változása:
| Lakosok száma | 1118 | 1112 | 1096 | 1129 | 996  | 1001 | 1005 |
|               | 2013 | 2014 | 2015 | 2021 | 2022 | 2023 | 2024 |

2001-ben a településen a lakosság 87%-a magyar, 13%-a cigány származásúnak vallotta magát.
A 2011-es népszámlálás során a lakosok 92,4%-a magyarnak, 9,6% cigánynak, 0,2% németnek, 0,2% románnak mondta magát (7,1% nem nyilatkozott; a kettős identitások miatt a végösszeg nagyobb lehet 100%-nál). A vallási megoszlás a következő volt: római katolikus 47,6%, református 21,5%, görögkatolikus 5,7%, felekezeten kívüli 6,5% (16,5% nem válaszolt).
2022-ben a lakosság 90,4%-a vallotta magát magyarnak, 3,3% cigánynak, 0,1-0,1% németnek, románnak és ruszinnak, 1,6% egyéb, nem hazai nemzetiségűnek (9,6% nem nyilatkozott; a kettős identitások miatt a végösszeg nagyobb lehet 100%-nál). Vallásuk szerint 27,8% volt római katolikus, 13,7% református, 3,6% görög katolikus, 1,2% egyéb keresztény, 0,2% evangélikus, 6,9% felekezeten kívüli (46,1% nem válaszolt).

## Látnivalók
- Perczel-kúria: 18. századi, klasszicista stílusú
- Potoczky-udvarház: 19. századi, klasszicista stílusú
- Református templom